# Ferroviários (Ipatinga)
Ferroviários, também conhecido como Bairro dos Ferroviários, é um bairro do município brasileiro de Ipatinga, no interior do estado de Minas Gerais. Localiza-se no distrito-sede, estando situado na Regional III. Segundo o censo demográfico de 2022, realizado pelo Instituto Brasileiro de Geografia e Estatística (IBGE), sua população era de 442 habitantes e havia 189 domicílios particulares permanentes ocupados. Possui área de 1,7 km² conforme a prefeitura.
De acordo com o IBGE, em 2010 a população era de 454 habitantes e havia 155 domicílios particulares.

## História e descrição
Foi construído pela Usiminas em 1964 e destinado aos trabalhadores da Estrada de Ferro Vitória a Minas (EFVM). Por essa razão, ficou conhecido como "Bairro dos Ferroviários". Inclusive, o núcleo urbano da localidade está situado próximo à Estação Intendente Câmara. O bairro é cortado pela Avenida José Júlio da Costa e está a poucos metros da Avenida Pedro Linhares Gomes, trecho urbano da BR-381, onde também fica a estação ferroviária.
Neste bairro também está situada a Unidade de Oncologia do Hospital Márcio Cunha. Outro ponto de referência é a Igreja Esperança em Cristo, que representa a sede da comunidade católica local e está subordinada à Paróquia Nossa Senhora Aparecida.

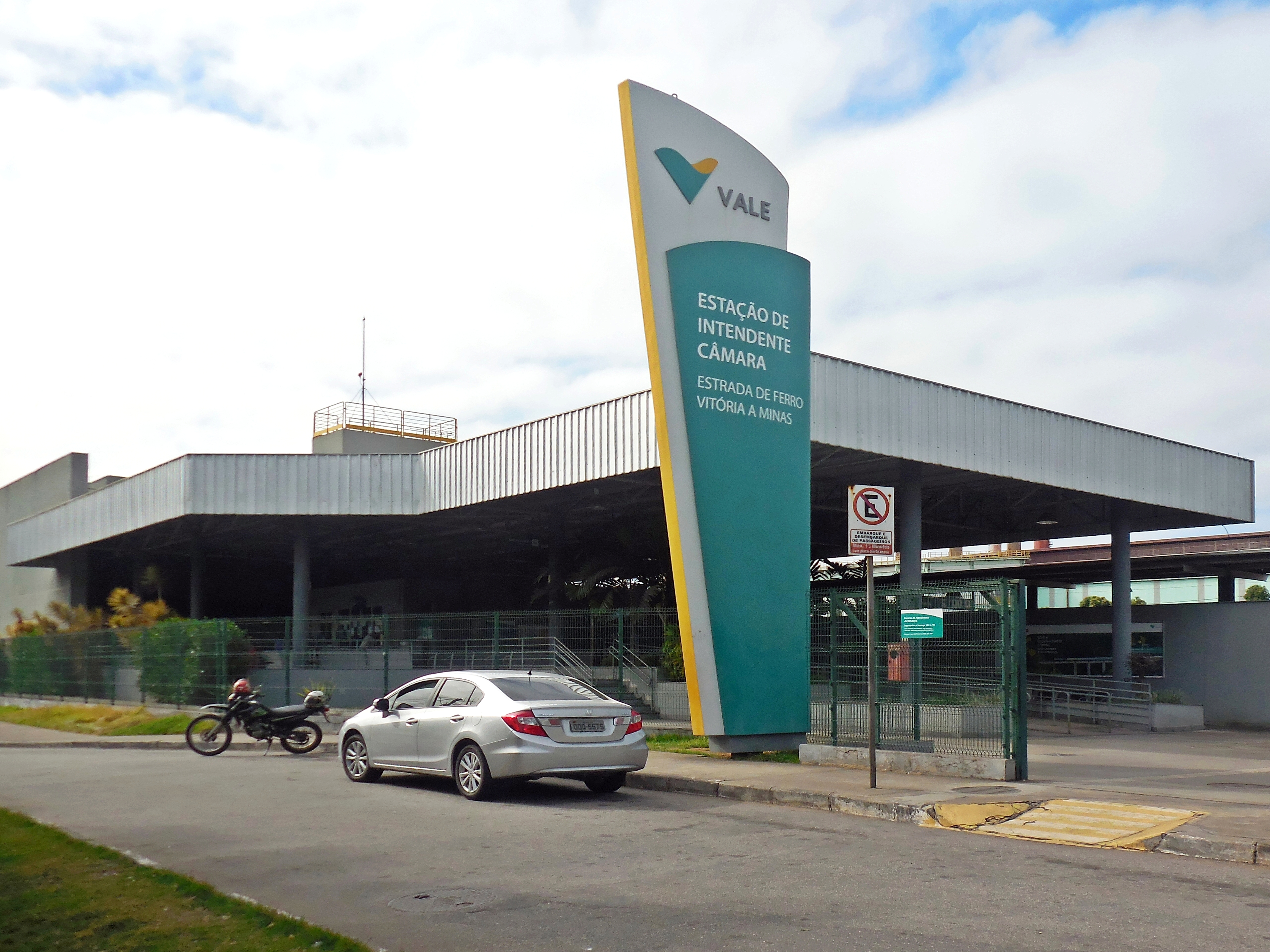
A Estação Intendente Câmara está situada neste bairro
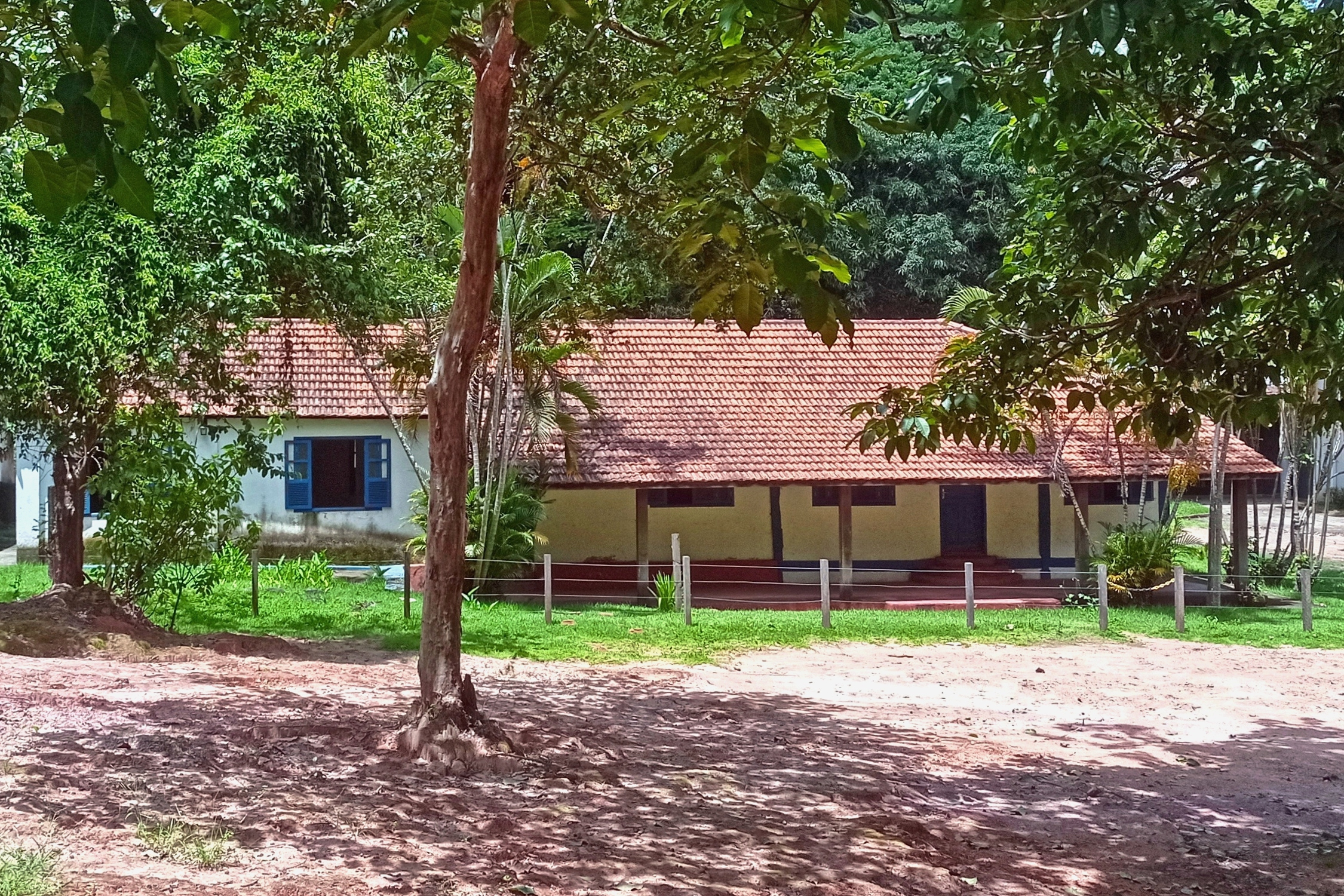
A Fazendinha, bem tombado como patrimônio cultural de Ipatinga no bairro Ferroviários.
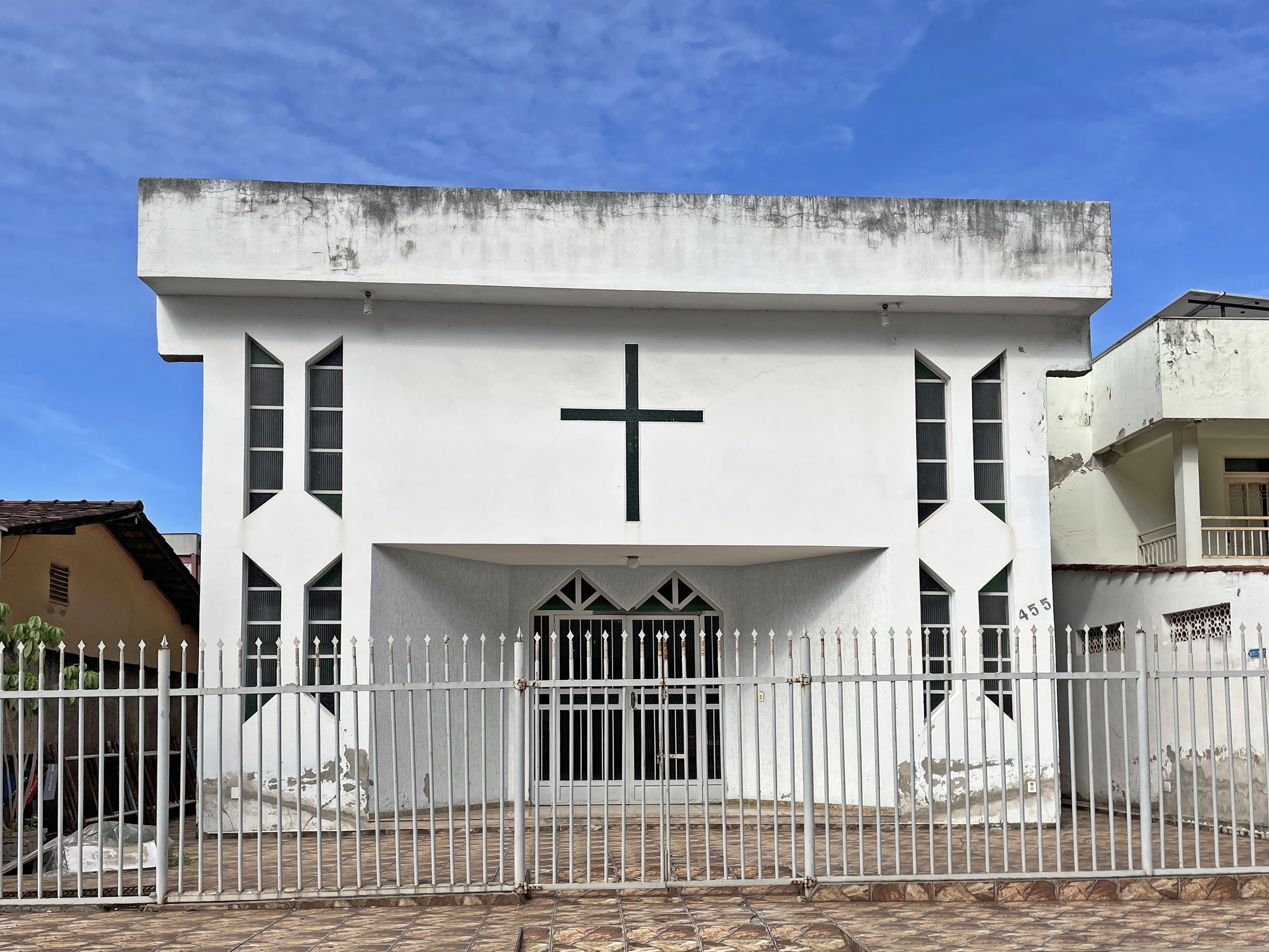
Igreja Esperança em Cristo da Paróquia Nossa Senhora Aparecida